# Clathria illawarrae
Clathria illawarrae är en svampdjursart som beskrevs av Hooper 1996. Clathria illawarrae ingår i släktet Clathria och familjen Microcionidae. Inga underarter finns listade i Catalogue of Life.